# Koichi Sugiyama (futbolista)
Koichi Sugiyama (杉山 弘一 Sugiyama Kōichi?, nacido el 27 de octubre de 1971 en Osaka) es un exfutbolista japonés. Jugaba de defensa y su último club fue el Albirex Niigata de Japón.

## Trayectoria

### Clubes
| Club            | País  | Año         |
| --------------- | ----- | ----------- |
| Urawa Reds      | Japón | 1994 - 1998 |
| Tokyo Verdy     | Japón | 1999 - 2002 |
| Albirex Niigata | Japón | 2003        |

## Palmarés

### Títulos nacionales
| Título    | Club            | País  | Año  |
| --------- | --------------- | ----- | ---- |
| J2 League | Albirex Niigata | Japón | 2003 |